# Tenzing Montes
Tenzing Montes (/ˈtɛnsɪŋ ˈmɒntiːz/ trước đây gọi là Norgay Montes, là dãy núi băng giá gần Hillary Montes, đạt độ cao đến 6,2 km (3,9 mi; 20.000 ft) phía trên bề mặt của hành tinh lùn Sao Diêm Vương, giáp với khu vực phía tây nam của Sputnik Planitia ở phía nam Tombaugh Regio (hoặc một phần của Tombaugh Regio phía nam xích đạo). Nó là dãy núi cao nhất trên Sao Diêm Vương, và cũng dốc nhất với độ dốc trung bình 19,2 độ.

## Đặt tên
Dãy núi này lần đầu tiên được tàu vũ trụ New Horizons nhìn thấy vào ngày 14 tháng 7 năm 2015 và được NASA công bố vào ngày 15 tháng 7 năm 2015, được đặt theo họ của nhà leo núi người Nepal là Tenzing Norgay, người cùng với Edmund Hillary đã leo thành công lần đầu tiên lên đỉnh núi cao nhất trên Trái Đất là đỉnh Everest vào ngày 29 tháng 5 năm 1953. Dãy núi được nhóm New Horizons gọi không chính thức là Norgay Montes, nhưng sau đó được đổi từ Norgay thành Tenzing. Vào ngày 7 tháng 9 năm 2017, tên gọi Tenzing Montes đã chính thức được phê duyệt cùng với tên gọi Tombaugh Regio và mười hai đặc điểm bề mặt gần đó.

## Đỉnh cao nhất
Một số khối núi trong Tenzing Montes đạt độ cao hơn 4 km so với địa hình xung quanh. Bảng dưới đây dựa theo Bảng 3 trong Schenk et al. (2018).
| Tên của dãy núi           | Tên đỉnh | Vị trí                            | Chiều cao (km, từ đáy tới đỉnh) |
| ------------------------- | -------- | --------------------------------- | ------------------------------- |
| Tenzing Montes            | "T2"     | 16°24′N 175°36′Đ / 16,4°N 175,6°Đ | 6,2±0,6 km                      |
| Tenzing Montes            | "T1"     | 16°00′N 174°54′Đ / 16°N 174,9°Đ   | 5,7±0,4 km                      |
| Tenzing Montes            | "T3"     | 16°54′N 176°18′Đ / 16,9°N 176,3°Đ | 5,7±0,4 km                      |
| Tenzing Montes            | "T4"     | 21°42′N 179°42′Đ / 21,7°N 179,7°Đ | 5,0±0,4 km                      |
| Tenzing Montes (phía nam) | "T1 1"   | 19°30′N 179°12′Đ / 19,5°N 179,2°Đ | 4,5±0,4 km                      |
| Tenzing Montes (phía nam) | "T1 2"   | 20°18′N 178°54′Đ / 20,3°N 178,9°Đ | 4,4±0,4 km                      |

Tenzing Montes cao đến 6,2 km (3,9 mi; 20.000 ft), khoảng 2 lần cao hơn Hillary Montes. Để so sánh, đỉnh Everest cao 4,6 km (2,9 mi; 15.000 ft) từ đáy tới đỉnh (mặc dù độ cao là 8,8 km (5,5 mi; 29.000 ft) trên mực nước biển).